# Aseroe rubra
Aseroe rubra, também conhecida como anemone stinkhorn ou fungo anêmona do mar, é uma variedade de um fungo basidiomycete, reconhecida pelo seu odor e aparência de uma anêmona quando jovem. Encontradas em jardins com feno, serragem e áreas com folhagens, lembra uma estrela vermelha coberta com uma camada pórosa.

## Taxonomia
Os primeiros fungos descritos como Aseroe rubra foram colectados em 1800 na Austrália, mais precisamente no sul da Tasmania e foi denominada pelo botânico francês Jacques Labillardière. O nome científico é derivado da Língua grega antiga, as palavras Asē/αση (nojo) e roē/ροη (suco), e do latim ruber (vermelho). É membro da família denominada Phallaceae. 